# Перепис населення Канади
Національний перепис населення Канади проходить кожні п'ять років Статистичною службою Канади. Перепис надає демографічні та статистичні дані, які використовуються для планування державних послуг, включаючи охорону здоров'я, освіту та транспорт, визначають федеральні трансферні платежі, та визначають кількість членів парламенту від кожної провінції та території. На субнаціональному рівні дві провінції (Альберта і Саскачеван) і дві території (Нунавут і Юкон) мають законодавство, що дозволяє органам місцевого самоврядування проводити власні комунальні переписи.
У статті в «Нью-Йорк таймс» у серпні 2015 року журналіст Стівен Марке стверджував, що, припинивши обов'язковий перепис населення в 2011 році, федеральний уряд «позбавив Канаду можливості збирати інформацію про себе» у «віці інформації». Майже 500 організацій в Канаді, включаючи Канадську медичну асоціацію, Канадську торговельну палату і Канадську Католицьку Раду Єпископів, протестували проти рішення про заміну перепису довгої форми в 2011 році більш короткою версією.
5 листопада 2015 року, під час першої зустрічі ліберальних фракцій після створення уряду більшості, партія заявила, що відновить обов'язковий перепис довгої форми, починаючи з 2016 року.
У національних переписах населення з 1871 року виникали питання про релігію в Канаді, у 1951 році, коли національний перепис почав проводитися не кожні 10 років, а кожні 5 років, питання про релігію запитували лише кожні 10 років. Питання релігії не були включені до Національного опитування домогосподарств 2016 року.